# L'apostolo (film 1916)
L'apostolo è un film muto italiano del 1916 diretto da Gero Zambuto.